# Col de Rousset
Der Col de Rousset ist ein Gebirgspass im Vercors. Er verbindet Die mit Vassieux-en-Vercors und damit die Provence mit der südlichen Hochebene des Vercors.
Die Straße überwindet den Pass auf 1254 Metern Höhe mit Hilfe eines 1979 erbauten Tunnels, der einen parallelen Vorgängerbau von 1866 ersetzte. Die eigentliche Passhöhe befindet sich auf 1367 Metern Höhe und ist nur zu Fuß erreichbar.
Der Col de Rousset bildet die Klimagrenze zwischen den feuchteren Nordalpen und den trockeneren und sonnigeren Südalpen. Am Pass befindet sich ein Skigebiet mit einem Sessellift und sechs Schleppliften. Er ist Ausgangspunkt von Vercors-Durchquerungen per Ski oder Mountainbike. In den Jahren 1984, 1996 und 1998 führte die Tour de France über ihn, für die Bergwertung ist er als Berg der zweiten Kategorie klassifiziert.
Am Westhang des Passes wurden Ende der 1990er Jahre einige wilde Gänsegeier aus Jugoslawien ausgesetzt, die sich inzwischen gut vermehrt haben. Häufig kann man sie über dem Pass kreisend, aber auch im gesamten Vercors und im Département Drôme beobachten. Die verantwortliche Organisation hat sich mit landwirtschaftlichen Betrieben abgesprochen, die Kadaver zur Fütterung (u. a. in der Umgebung von Chamaloc bei Die) bereitstellen. Eine Ausstellung mit Video gibt es im Städtchen Rémuzat.